# Beni Uasín
Beni Uasín (en árabe: بني واسين‎, en francés: Bni Ouassine) es una localidad marroquí perteneciente al municipio de El Borarín, la región de Tánger-Tetuán-Alhucemas. Desde 1912 hasta 1956 perteneció a la zona norte del Protectorado español de Marruecos.